# 岩田愛之助
岩田 愛之助（いわた あいのすけ、1890年1月3日 - 1950年3月15日）は、日本の右翼活動家。兵庫県姫路市出身。
右翼団体・愛国社（1928年）、国体擁護連合会（1932年）等の創設者。

## 経歴
陸軍幼年学校を中退後、神戸の乾行義塾で中国語を学ぶ。1910年、中国に渡り、大陸浪人として武漢革命に参加する。しかし後になって川島浪速・佐々木安五郎と知り合い、清朝復辟運動に転じた。
1913年に帰国し、頭山満・内田良平・田中弘之（舎身）らに接近し、対支外交問題を論じる。同年9月に発生した外務省政務局長・阿部守太郎暗殺事件で自首し、1914年5月、殺人教唆の罪で無期懲役の判決を受ける。
1925年、恩赦を受け釈放され再び中国に渡ったが、1927年に帰国。1928年、松木良勝らとともに、反共・積極的大陸政策を唱えた右翼団体・愛国社を結成する。愛国社には、のち後楽園球場（1936年開設）の社長となる田邊宗英も加わっていた。
1930年11月に団員の佐郷屋留雄による濱口首相襲撃事件が起こるが、佐郷屋は愛国社の関与を否定した（佐郷屋は後に岩田の娘婿となる）。1931年に神奈川県に愛国社生田村塾を開き、子弟の教育に当たる。他、愛国学生連盟・愛国青年連盟・愛国法曹連盟・愛国労働連盟などを結成し満洲事変を支持した。
1932年には国体擁護連合会（加盟団体76団体）を結成し国民精神総動員運動を推進した。1937年には井田磐楠・入江種矩らと国際反共連盟、葛生能久らと対支同志会を結成して暴支膺懲を叫んだ。さらに上海に「岩田公館」を設けて対支工作に当たった。
戦後公職追放となり、1950年に死去。墓所は築地本願寺和田堀廟所。